# 楊佩璋
楊佩璋（?—?），字筱村，河南長葛人，清朝政治人物、進士出身。
光緒三年，登進士。光绪三年五月，改翰林院庶吉士。光绪六年四月，散館后，授翰林院編修。光緒二十七年，任詹事府詹事。次年，改內閣學士。宣統三年，任典禮院學士。